# (555) Norma
(555) Norma est un astéroïde de la ceinture principale.

## Description
(555) Norma est un astéroïde de la ceinture principale découvert par Max Wolf le 14 janvier 1905 à Heidelberg.
Il a été ainsi baptisé en référence à Norma, grande prêtresse du temple des druides, rôle-titre de l'opéra Norma de Vincenzo Bellini (1801-1835).